# 硝酸マグネシウム
硝酸マグネシウム（しょうさんマグネシウム、Magnesium nitrate）は組成式 Mg(NO3)2 で表される、マグネシウムの硝酸塩である。無水物は市販されず、6水和物として市販されている。

## 合成
水酸化マグネシウム水溶液と硝酸による中和反応、または炭酸マグネシウムを硝酸に溶解して水溶液が得られる。
{\displaystyle {\ce {{Mg(OH)2}+ 2HNO3 -> {Mg(NO3)2}+ 2H2O}}}
{\displaystyle {\ce {{MgCO3}+ 2HNO3 -> {Mg(NO3)2}+ {CO2}+ H2O}}}
水溶液を濃縮すると6水和物 {\displaystyle {\ce {Mg(NO3)2\cdot 6H2O}}} が析出する。また飽和水溶液に濃硝酸を加えると2水和物Mg(NO3)2·2H2Oが析出する。

## 性質
無色結晶で水に溶解しやすく潮解性をもち、6水和物は単斜晶系に属する。
水、エタノール及びアセトンに可溶である。
6水和物は融点以上で分解が始まり塩基性塩を生成し、さらに400℃程度に加熱すると酸素および二酸化窒素を放出して酸化マグネシウムとなる。
{\displaystyle {\ce {3Mg(NO3)2\cdot 6H2O->Mg3(OH)2(NO3)4\cdot {4H2O}+{2HNO3}+14H2O}}}
{\displaystyle {\ce {2 Mg(NO3)2 -> {2MgO}+ {4NO2}+ O2}}}